# Schalchen ZH
| ZH ist das Kürzel für den Kanton Zürich in der Schweiz. Es wird verwendet, um Verwechslungen mit anderen Einträgen des Namens Schalchen zu vermeiden. |

Schalchen ist ein Weiler der politischen Gemeinde Wildberg (Bezirk Pfäffikon) im Schweizer Kanton Zürich.
Die drei ehemaligen Zivilgemeinden Wildberg, Schalchen und Ehrikon schlossen sich in den dreissiger Jahren zur politischen Gemeinde Wildberg zusammen. Schalchen hiess im Frühmittelalter Scalchunmaracha und wohl auch Scalchon, Gemarkung und Hof eines Knechts. Ein begüterter Grundbesitzer hatte wahrscheinlich seinen Hof im Ort einem hörigen Knecht als Pächter überlassen.
Das Wappen von Schalchen geht auf die „Herren von Schalken“, Dienstleute der Grafen von Kyburg, zurück und zeigt im silbern/rot-gespaltenen Schild ein Hirschgeweih in gewechselten Farben. Walter, Ritter von Schalken, gilt als Gründer der Kirche von Wildberg. Ulrich war 1315 Schenk des Herzogs Leopold von Österreich. Hans Conrad von Schalken war 1378 Pfarrer zu Wildberg, der seinem Amte ruhmwürdig vorstand, weshalb ihm nach seinem Tod lange Zeit alle Sonntage Gedächtnis gehalten wurde. Die Herren von Schalken waren Wohltäter der Klöster Töss und Rüti.

## Sehenswürdigkeiten

### Gubel und Giessen
Mülibach-Giessen im Steinland Schalchen, Fallhöhe 10 m, Koord. 703605/252170